# KNVB Beker 1982/83
De 65ste editie van de KNVB Beker kende AFC Ajax als winnaar. Het was de negende keer dat de club de beker in ontvangst nam. Ajax versloeg N.E.C. in de finale.

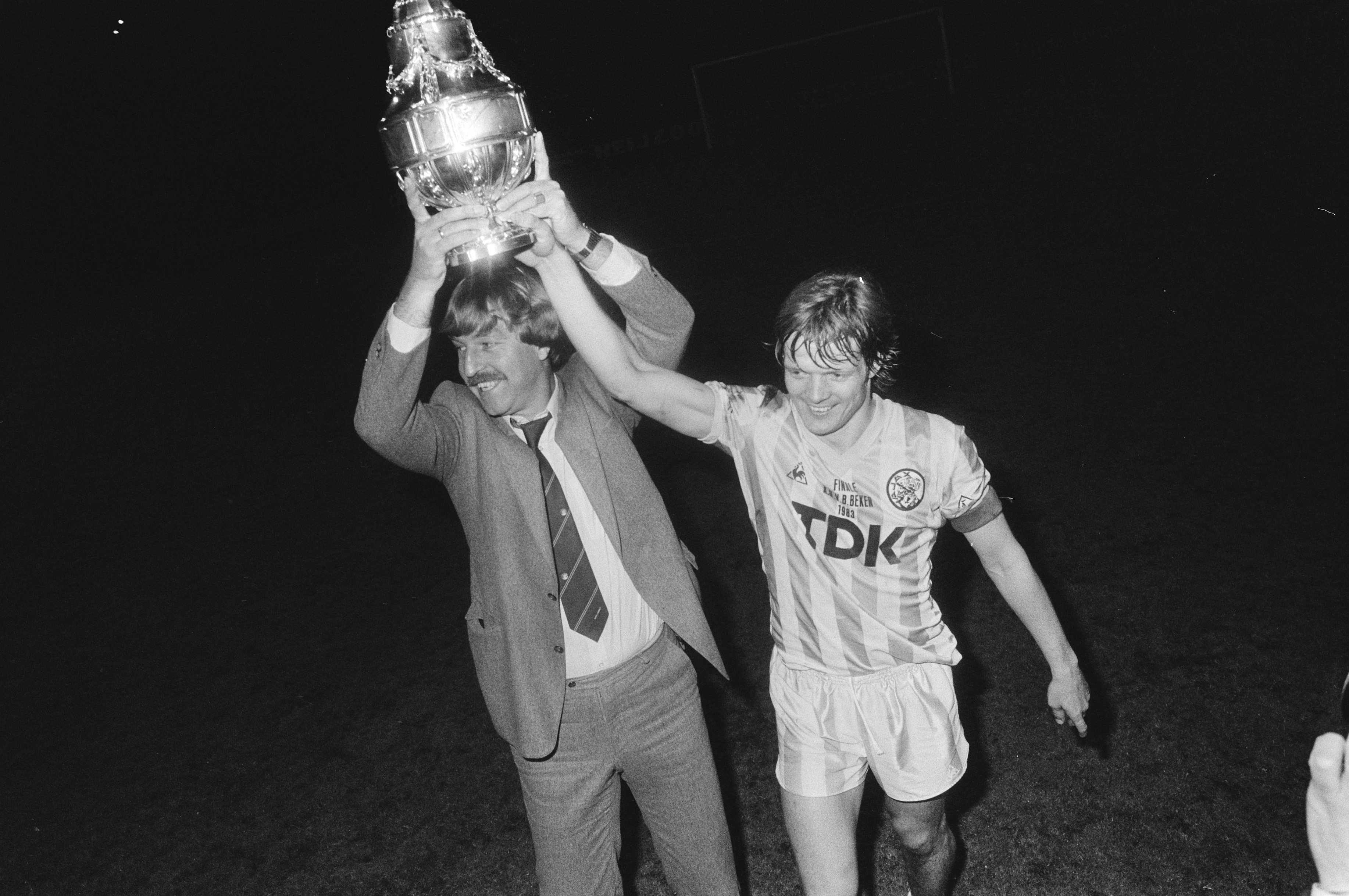
Trainer Aad de Mos en aanvoerder Søren Lerby met de KNVB Beker 1982/83 op 17 mei 1983, nadat ook de 2e finale tegen NEC met 1-3 is gewonnen door Ajax.

## Voorronde
| Datum            | Wedstrijd              | Uitslag                    | Scoreverloop |
| ---------------- | ---------------------- | -------------------------- | --- |
| 4 september 1982 | Bennekom – SSS         | 2 – 1 (0 – 0)              | 63' Hans Veldhoen 0-1, 71' Henk van Brakel 1-1, 89' Henk van Brakel 2-1                                            |
| 4 september 1982 | DHC – RCL              | 0 – 2 n.v.                 | 95' Dick van der Bijl 0-1, 119' Pierre van Gemerden 0-2                                                            |
| 4 september 1982 | DOVO – RBC             | 3 – 0 (1 – 0)              | 4' Co Smaling 1-0, 88' Co Smaling 2-0, 90' Arjon de Witte 3-0                                                      |
| 4 september 1982 | Dubbeldam – NSVV       | 1 – 3 (0 – 1)              | 20' René Heijmans 0-1, 60' Nico Hoogwerf 0-2, 83' Kees Zwang 1-2, 88' Andy Wieriks 1-3                             |
| 4 september 1982 | OWIOS – ACV            | 0 – 2 (0 – 2)              | 17' Jan Smid (pen) 0-1, 43' Ronald Manders 0-2                                                                     |
| 4 september 1982 | RCH – IJsselmeervogels | 1 – 3 (0 – 2)              | 40' Henk de Graaf 0-1, 44' Adrie Bettink 0-2, 50' Jaan de Graaf 0-3, 90' Hans Koeleweyer 1-3                       |
| 4 september 1982 | Rheden – DETO          | 0 – 2 (0 – 0)              | 60' Ruud Schepers 0-1, 89' Jan Wetering 0-2                                                                        |
| 4 september 1982 | Rijnsburgse Boys – TSC | 4 – 1 (2 – 0)              | 5' Jack Manuputty 1-0, 24' Henk Merbis 2-0, 81' Henk Merbis 3-0, 83' John Manuputty 4-0, 86' Kees van Dorst 4-1    |
| 5 september 1982 | Drachten – Elinkwijk   | 1 – 2 (1 – 0)              | 13' Joop Heidinga (p) 1-0, 49' Frans Vermeulen 1-1, 90' Herman van Schreurs 1-2                                    |
| 5 september 1982 | Emmen – Zwaagdijk      | 2 – 0 (0 – 0)              | 61' Ginus Meijerink 1-0, 67' Ted Venema 2-0                                                                        |
| 5 september 1982 | Heerlen – WKE          | 2 – 3 (1 – 0)              | 45' Math Coolen 1-0, 47' Cor van Kan 2-0, 50' John Hameleers (e.d.) 2-1, 72' Jan Kuipers 2-2, 81' Henk de Raaf 2-3 |
| 5 september 1982 | Longa – Caesar         | 0 – 0 n.v.                 | Longa wint na strafschoppen                                                                                        |
| 5 september 1982 | RKC – Rohda Raalte     | 1 – 4 n.v. (0 – 0)         | 95' Ton Niens 0-1, 98' Jan Oosterwijk 0-2, 107' Jan Oosterwijk 0-3, 111' Eric Hutten 0-4, 115' Ton Bussers 1-4     |
| 5 september 1982 | Zwolsche Boys – DWV    | 1 – 1 n.v. (1 – 1) (0 – 1) | 12' Berend Kist 0-1, 60' Joop Snippe 1-1 DWV wint na strafschoppen                                                 |

## Eerste ronde
| Datum           | Wedstrijd                          | Uitslag                    | Scoreverloop |
| --------------- | ---------------------------------- | -------------------------- | --- |
| 9 oktober 1982  | ACV – FC Volendam                  | 2 – 6 (1 – 3)              | 1' Jan Molenaar 0-1, 23' Ronny Krohne 1-1, 33' Theo Mooijer 1-2, 38' Jack Kemper 1-3, 47' Kees Guijt 1-4, 63' Theo Mooijer 1-5, 81' Roel van Dijk 2-5, 86' Jack Kemper 2-6 |
| 9 oktober 1982  | SC Cambuur – NSVV                  | 4 – 2 (2 – 0)              | 35' Henk Veldmate 1-0, 42' Mark Payne 2-0, 54' Jaap van Holten 2-1, 56' Peter Knoop 2-2, 78' Uiltje (Koko) Hoekstra 3-2, 86' Henk Veldmate (pen) 4-2                       |
| 9 oktober 1982  | FC Den Haag – RCL                  | 3 – 0 (0 – 0)              | 68' René van Delft 1-0, 82' Bram Rontberg 2-0, 83' Bram Rontberg 3-0 |
| 9 oktober 1982  | DETO – DS '79                      | 1 – 0 (0 – 0)              | 68' Jan Wetering 1-0 |
| 9 oktober 1982  | DOVO – Helmond Sport               | 2 – 3 (0 – 1)              | 41' Henny van de Ven 0-1, 50' Johan van der Hooft 0-2, 52' Hans Strijbosch 0-3, 67' Co de Smalen 1-3, 86' Steef van der Oosterkamp 2-3                                     |
| 9 oktober 1982  | Emmen – SVV                        | 3 – 2 (1 – 1)              | 28' Jan Könemann (pen) 0-1, 32' Rolf Veneboer 1-1, 63' Rob Koevermans 1-2, 80' Ginus Meijerink 2-2, 90' Ted Venema 3-2                                                     |
| 9 oktober 1982  | Excelsior – Rijnsburgse Boys       | 2 – 0 (0 – 0)              | 53' Makkie Nijssen 1-0, 78' Ton Pattinama 2-0 |
| 9 oktober 1982  | sc Heerenveen – Bennekom           | 1 – 0 (0 – 0)              | 84' Piet Boskma 1-0 |
| 9 oktober 1982  | Telstar – FC Den Bosch '67         | 1 – 0 (1 – 0)              | 28' Ton Kamphues (pen) 1-0 |
| 9 oktober 1982  | FC VVV – Rohda Raalte              | 4 – 0 (2 – 0)              | 16' Willy Bothmer 1-0, 42' Heinz Mostert 2-0, 76' John Taihuttu 3-0, 83' John Taihuttu 4-0                                                                                 |
| 9 oktober 1982  | FC Wageningen – Elinkwijk          | 2 – 1 n.v. (1 – 1) (0 – 0) | 71' Herman Schreurs 0-1, 88' Alex van der Klift 1-1, 101' Alex van der Klift 2-1                                                                                           |
| 9 oktober 1982  | IJsselmeervogels – Fortuna Sittard | 2 – 4 (0 – 0)              | 63' Huub Smeets (pen) 0-1, 69' Ruth van de Groep 1-1, 81' Jan Muys 2-1, 84' Huub Smeets 2-2, 86' Wilbert Suvrijn 2-3, 89' Wim Koevermans 2-4                               |
| 10 oktober 1982 | SC Amersfoort – SC Veendam         | 1 – 3 (0 – 1)              | 27' Rudy Metz 0-1, 47' Rudy Metz 0-2, 66' Rudy Metz 0-3, 80' Simon Timorason 1-3                                                                                           |
| 10 oktober 1982 | DWV – Eindhoven                    | 1 – 0 (1 – 0)              | 31' Berend Kist 1-0 |
| 10 oktober 1982 | Longa – SC Heracles '74            | 3 – 1 n.v. (1 – 1) (1 – 1) | 14' Ton Beljon 1-0, 44' Jan van Staa 1-1, 95' Peter van Hal 2-1, 103' Peter van Hal (pen) 3-1                                                                              |
| 10 oktober 1982 | MVV – De Graafschap                | 0 – 1 (0 – 0)              | 82' Gerard Kaak 0-1 |
| 10 oktober 1982 | Vitesse – WKE                      | 6 – 1 (6 – 0)              | 1' Bert Hendriks 1-0, 8' Arie Romijn 2-0, 13' Arie Romijn 3-0, '31' Arie Romijn 4-0, 36' Arie Romijn 5-0, 43' Peter Bosz 6-0, 74' Lammert Oosting 6-1                      |

## Tweede ronde
| Datum            | Wedstrijd                    | Uitslag                    | Scoreverloop |
| ---------------- | ---------------------------- | -------------------------- | --- |
| 13 november 1982 | AZ '67 – FC Volendam         | 2 – 3 (1 – 2)              | 15' Theo Mooijer 0-1, 23' Ricky Talan 1-1, 43' Kees Guijt 1-2, 49' John Holshuijsen 1-3, 68' Henrik Eigenbrod 2-3 |
| 13 november 1982 | DETO – De Graafschap         | 2 – 3 (1 – 2)              | 5' Ronald Hendriks 0-1, 30' Cees Kornelis 0-2, 39' Jan Wetering 1-2, 68' Loek Bijl 1-3, 78' Jan Wetering 2-3 |
| 13 november 1982 | Emmen – PSV                  | 1 – 7 (0 – 3)              | 23' Jurrie Koolhof 0-1, 38' Jung Moo Huh 0-2, 40' Jurrie Koolhof 0-3, 52' Geert Hoiting 1-3, 78' René van de Kerkhof 1-4, 79' Jan Poortvliet 1-5, 83' Jurrie Koolhof 1-6, 87' Jurrie Koolhof 1-7                              |
| 13 november 1982 | FC Haarlem – Fortuna Sittard | 4 – 1 (3 – 0)              | 20' Chris Verkaik 1-0, 35' Martin Haar 2-0, 38' René Tol 3-0, 60' Wim Koevermans 3-1, 72' Piet Keur 4-1 |
| 13 november 1982 | Helmond Sport – FC Utrecht   | 4 – 4 n.v. (3 – 3) (2 – 0) | 12' Harry Lubse 1-0, 43' Gerrie Dijkstra 2-0, 51' Harry Lubse 3-0, 70' Ben Rietveld 3-1, 80' Koos van Tamelen (pen) 3-2, 84' Willy Carbo 3-3, 95' Dick Advocaat 3-4, 117' Jos Lacroix 4-4 Helmond Sport wint na strafschoppen |
| 13 november 1982 | NAC – Ajax                   | 0 – 3 (0 – 3)              | 21' Jesper Olsen 0-1, 35' Frank Rijkaard 0-2, 37' Dick Schoenaker 0-3 |
| 13 november 1982 | N.E.C. – SC Cambuur          | 3 – 0 (1 – 0)              | 18' Frans Janssen 1-0, 57' Albert Helsper 2-0, 82' Henk Grim 3-0 |
| 13 november 1982 | FC VVV – Sparta Rotterdam    | 2 – 2 n.v. (2 – 2) (1 – 0) | 2' Mario Verlijsdonk 1-0, 47' Frank Verbeek 2-0, 72' Mat Bours (e.d.) 2-1, 80' Wout Holverda 2-2 FC VVV wint na strafschoppen                                                                                                 |
| 13 november 1982 | FC Wageningen – Vitesse      | 2 – 1 (0 – 1)              | 15' Arie Romijn 0-1, 78' Alex van der Klift 1-1, 80' Frans van Angeren 2-1 |
| 13 november 1982 | Willem II – SC Veendam       | 1 – 2 (0 – 1)              | 5' Tony McNulty 0-1, 51' Toine van Mierlo 1-1, 75' Kees Krijgh (e.d.) 1-2 |
| 14 november 1982 | FC Den Haag – DWV            | 3 – 3 n.v. (3 – 3) (0 – 0) | 48' Guido Pen 1-0, 56' Bram Rontberg 2-0, 74' Joop Leenders 2-1, 75' Ron de Roode 3-1, 82' Peter de Graaf 3-2, 87' Jan Boekhoff 3-3 FC Den Haag wint na strafschoppen                                                         |
| 14 november 1982 | Excelsior – FC Groningen     | 3 – 5 (2 – 2)              | 27' Theo Keukens 0-1, 38' Eddy Ridderhof 1-1, 42' Henk van Goozen 2-1, 45' Rob McDonald 2-2, 47' Rob McDonald 2-3, 58' Anne Mulder 2-4, 59' Rob McDonald 2-5, 77' Eddy Ridderhof 3-5                                          |
| 14 november 1982 | Feyenoord – sc Heerenveen    | 4 – 1 (1 – 0)              | 44' Andrej Jeliazkov 1-0, 66' Ruud Gullit 2-0, 70' Andrej Jeliazkov 3-0, 71' Boy Nijgh 3-1, 84' Peter Houtman 4-1 |
| 14 november 1982 | Longa – Roda JC              | 1 – 4 (1 – 2)              | 8' John Eriksen 0-1, 34' John Eriksen 0-2, 44' Peter van Hal 1-2, 74' Roger Raeven 1-3, 84' René Hofman 1-4 |
| 14 november 1982 | Telstar – Go Ahead Eagles    | 2 – 2 n.v. (2 – 2) (2 – 1) | 28' René Smit 0-1, 32' Manfred Nan 1-1, 45' Koos Kuut 2-1, 82' Hans Voskamp 2-2 Go Ahead Eagles wint na strafschoppen |
| 14 november 1982 | FC Twente – PEC Zwolle '82   | 2 – 0 (0 – 0)              | 47' Martien Vreijsen 1-0, 90' Martien Vreijsen 2-0 |

## Derde ronde
| Datum          | Wedstrijd                     | Uitslag                    | Scoreverloop |
| -------------- | ----------------------------- | -------------------------- | --- |
| 8 januari 1983 | Go Ahead Eagles – FC Volendam | 4 – 1 (2 – 0)              | 17' Cees van Kooten 1-0, 26' René Eijkelkamp 2-0, 47' Cees van Kooten 3-0, 55' Johnny Oude Wesselink 4-0, 72' Frank Kramer 4-1                          |
| 8 januari 1983 | Helmond Sport – Roda JC       | 2 – 3 n.v. (2 – 2) (1 – 2) | 1' Gerrie Dijkstra 1-0, 8' John Eriksen 1-1, 15' Roger Raeven 1-2, 70' Gerrie Dijkstra 2-2, 119' John Eriksen 2-3                                       |
| 9 januari 1983 | Ajax – FC Den Haag            | 3 – 2 (1 – 0)              | 8' Edo Ophof (pen) 1-0, 53' Piet Groen 1-1, 58' Guido Pen (pen) 1-2, 73' Søren Lerby 2-2, 80' Jesper Olsen 3-2                                          |
| 9 januari 1983 | FC Groningen – Feyenoord      | 2 – 0 (0 – 0)              | 68' Jan de Jonge 1-0, 80' Ron Jans 2-0 |
| 9 januari 1983 | FC Haarlem – FC Twente        | 6 – 1 (4 – 0)              | 12' Joop Böckling 1-0, 26' Luc Nijholt 2-0, 34' Martin Haar 3-0, 42' Joop Böckling 4-0, 54' Gerrie Kleton 5-0, 70' Wim Balm 6-0, 75' Evert Bleuming 6-1 |
| 9 januari 1983 | N.E.C. – De Graafschap        | 2 – 0 (0 – 0)              | 51' Albert Helsper 1-0, 61' Henk Grim 1-1 |
| 9 januari 1983 | FC VVV – PSV                  | 0 – 3 (0 – 1)              | 5' Jan Poortvliet 0-1, 46' Hallvar Thoresen 0-2, 62' Ernie Brandts 0-3                                                                                  |
| 9 januari 1983 | FC Wageningen – SC Veendam    | 3 – 1 (2 – 1)              | 5' Alex van der Klift 1-0, 11' Alex van der Klift 2-0, 39' Gustav Loupatty (e.d.) 2-1, 72' Alex van der Klift 3-1                                       |

## Kwartfinales
23 februari en 9 maart 1983. Vanaf deze ronde werden er dubbele wedstrijden gespeeld tussen de teams. Hierbij gold dat wanneer beide teams één wedstrijd wisten te winnen, er extra tijd zou worden gespeeld, ongeacht de totaalstand.
| Datum            | Wedstrijd                    | Uitslag       | Scoreverloop                                                                                             |
| ---------------- | ---------------------------- | ------------- | --- |
| 23 februari 1983 | Ajax – Roda JC               | 2 – 0 (0 – 0) | 62' Kees (Keje) Molenaar 1-0, 66' Edo Ophof (pen) 2-0                                                    |
| 23 februari 1983 | FC Haarlem – Go Ahead Eagles | 4 – 0 (1 – 0) | 33' Piet Keur 1-0, 58' Alwin Leysner 2-0, 63' Piet Keur 3-0, 78' Piet Keur 4-0                           |
| 23 februari 1983 | PSV – FC Groningen           | 2 – 0 (1 – 0) | 2' Ernie Brandts 1-0, 68' Martin van Duren 2-0                                                           |
| 23 februari 1983 | FC Wageningen – N.E.C.       | 3 – 1 (2 – 0) | 24' Alex van der Klift 1-0, 32' Bert van de Pol 2-0, 51' Bert van de Pol 3-0, 60' Hans Wanders (pen) 3-1 |

replay
| Datum        | Wedstrijd                    | Uitslag                    | Scoreverloop |
| ------------ | ---------------------------- | -------------------------- | --- |
| 9 maart 1983 | Go Ahead Eagles – FC Haarlem | 1 – 1 (0 – 1)              | 26' Piet Keur 0-1, 65' Hans Voskamp 1-1                                                                         |
| 9 maart 1983 | FC Groningen – PSV           | 2 – 0 n.v. (2 – 0) (1 – 0) | 18' Erwin Koeman 1-0, 46' Jan de Jonge 2-0 PSV wint na strafschoppen                                            |
| 9 maart 1983 | N.E.C. – FC Wageningen       | 2 – 1 n.v. (2 – 1) (1 – 0) | 31' Hans Wanders (pen) 1-0, 40' Cees van den Berg (pen) 1-1, 85' Toon Willemse 2-1 N.E.C. wint na strafschoppen |
| 9 maart 1983 | Roda JC – Ajax               | 1 – 3 (1 – 1)              | 10' Martin van Geel (pen) 1-0, 20' Dick Schoenaker 1-1, 85' Dick Schoenaker 1-2, 89' Dick Schoenaker 1-3        |

## Halve finales
| Datum         | Wedstrijd           | Uitslag       | Scoreverloop                                                                                |
| ------------- | ------------------- | ------------- | ------------------------------------------------------------------------------------------- |
| 30 maart 1983 | Ajax – PSV          | 2 – 0 (1 – 0) | 21' Johan Cruijff 1-0, 72' Marco van Basten 2-0                                             |
| 30 maart 1983 | FC Haarlem – N.E.C. | 2 – 2 (1 – 0) | 40' Joop Böckling 1-0, 61' Joop Böckling 2-0, 79' Carlos Aalbers 2-1, 87' Anton Janssen 2-2 |

replay
| Datum         | Wedstrijd           | Uitslag                    | Scoreverloop |
| ------------- | ------------------- | -------------------------- | --- |
| 13 april 1983 | N.E.C. – FC Haarlem | 0 – 0 n.v.                 | N.E.C. wint opnieuw na strafschoppen.                                                                                                 |
| 13 april 1983 | PSV – Ajax          | 3 – 1 n.v. (2 – 0) (1 – 0) | 30' Rob Landsbergen 1-0, 50' Hallvar Thoresen 2-0, 91' Hallvar Thoresen 3-0, 120' Ernie Brandts (e.d.) 3-1 Ajax wint na strafschoppen |

## Finale

### Heenwedstrijd
|                               |                                                   |               |                   |                                                                     |
| 10 mei 1983 Finale KNVB Beker | Ajax                                              | 3 – 1 (0 – 0) | N.E.C.            | De Meer, Amsterdam Toeschouwers: 7.300 Scheidsrechter: Henk Weerink |
| 10 mei 1983 Finale KNVB Beker | Søren Lerby 49' Dick Schoenaker 66' Edo Ophof 86' |               | 54' Dick Mulderij | De Meer, Amsterdam Toeschouwers: 7.300 Scheidsrechter: Henk Weerink |

| Ajax | N.E.C. |

| Ajax:          |                   |     |
|                |                   |     |
| DM             | Piet Schrijvers   |     |
| RB             | Keje Molenaar     |     |
| CV             | Jan Mølby         |     |
| CV             | Edo Ophof         |     |
| LB             | Peter Boeve       |     |
| RM             | Gerald Vanenburg  |     |
| CM             | Frank Rijkaard    |     |
| CM             | Dick Schoenaker   |     |
| LM             | Søren Lerby       |     |
| SP             | Marco van Basten  | 46' |
| SP             | Wim Kieft         |     |
| Wisselspelers: |                   |     |
| RV             | John van 't Schip | 46' |
| Trainer:       |                   |     |
| Aad de Mos     |                   |     |

| N.E.C.:          |                   |
|                  |                   |
| DM               | Harry Schellekens |
| RB               | Dick Mulderij     |
| CV               | Piet Wijnberg     |
| CV               | Sije Visser       |
| LB               | Peter Selbach     |
| RM               | Toon Willemse     |
| CM               | Hans Wanders      |
| CM               | John Vievermans   |
| LM               | Wim van Zinnen    |
| SP               | Frans Janssen     |
| SP               | Henk Grim         |
| Trainer:         |                   |
| Pim van de Meent |                   |

### Terugwedstrijd
|                               |                      |               |                                             |                                                                          |
| 17 mei 1983 Finale KNVB Beker | N.E.C.               | 1 – 3 (0 – 0) | Ajax                                        | Goffertstadion, Nijmegen Toeschouwers: 22.000 Scheidsrechter: Jan Keizer |
| 17 mei 1983 Finale KNVB Beker | Henk Grim 59' (pen.) |               | 46', 52' Gerald Vanenburg 71' Johan Cruijff | Goffertstadion, Nijmegen Toeschouwers: 22.000 Scheidsrechter: Jan Keizer |

| N.E.C. | Ajax |

| N.E.C.:          |                   |
|                  |                   |
| DM               | Harry Schellekens |
| RB               | Toon Willemse     |
| CV               | Dick Mulderij     |
| CV               | Sije Visser       |
| LB               | Carlos Aalbers    |
| RM               | Piet Wijnberg     |
| CM               | Wim van Zinnen    |
| CM               | John Vievermans   |
| LM               | Albert Helsper    |
| SP               | Frans Janssen     |
| SP               | Henk Grim         |
| Trainer:         |                   |
| Pim van de Meent |                   |

| Ajax:          |                   |     |
|                |                   |     |
| DM             | Piet Schrijvers   |     |
| RB             | Edo Ophof         |     |
| CV             | Jan Mølby         |     |
| CV             | Frank Rijkaard    |     |
| LB             | Peter Boeve       |     |
| RM             | Sonny Silooy      |     |
| CM             | Dick Schoenaker   |     |
| CM             | Johan Cruijff     |     |
| LM             | Søren Lerby       |     |
| RV             | Gerald Vanenburg  | 81' |
| LV             | Jesper Olsen      | 81' |
| Wisselspelers: |                   |     |
| RV             | John van 't Schip | 81' |
| SP             | Wim Kieft         | 81' |
| Trainer:       |                   |     |
| Aad de Mos     |                   |     |

| KNVB Beker 1982/83 |
| ------------------ |
| Ajax Negende titel |